# Amineh Kakabaveh

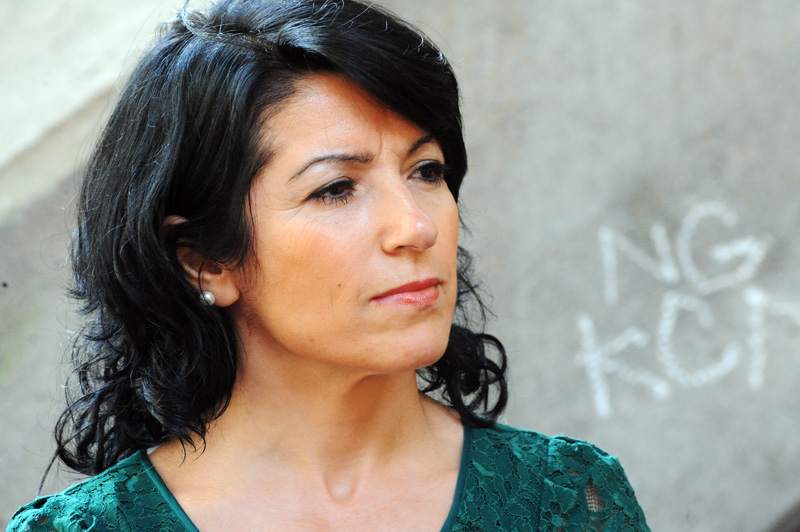
Amineh Kakabaveh (2014)

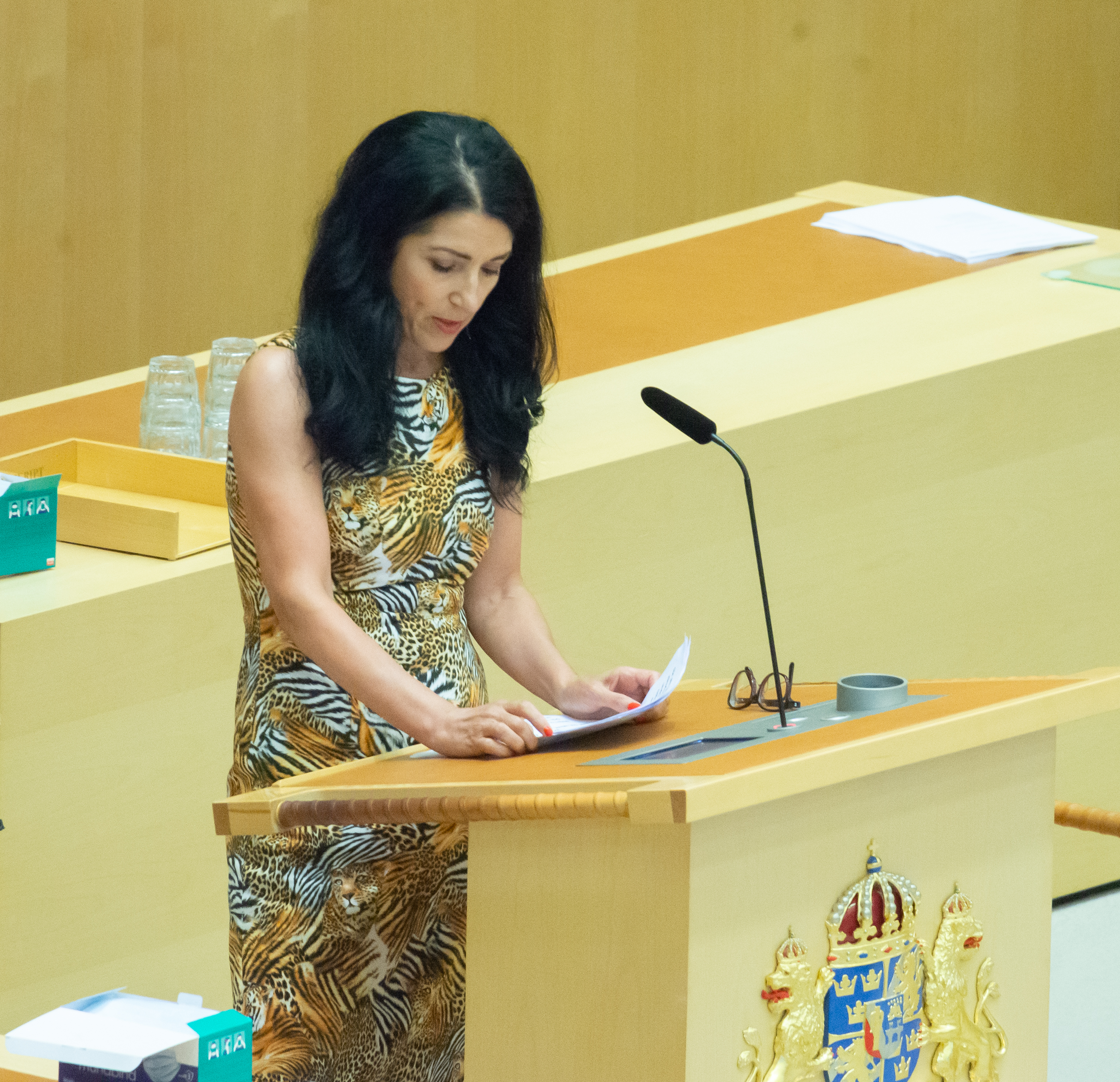
Kakabaveh am Rednerpult des Reichstags (2021)

Amineh Kakabaveh (persisch امینه کاکه‌باوه; geboren 1970) ist eine schwedische Politikerin mit iranisch-kurdischen Wurzeln. Sie gehörte dem Reichstag von 2008 bis 2022 an.

## Biografie
Nach eigenen Angaben verbrachte Kakabaveh ihre von Armut geprägte Kindheit im Westiran in der Provinz Kurdistan und schloss sich mit 14 Jahren als Kindersoldatin den Peschmerga an.
Kakabaveh kam in den 1980er Jahren als Flüchtling nach Schweden, erhielt politisches Asyl und besuchte die Universität. Sie war auch hier politisch aktiv und wurde Mitglied der Linkspartei. Seit 2008 ist sie Mitglied des Schwedischen Reichstags. 2019 wurde sie aus der Linkspartei ausgeschlossen und ist seitdem unabhängige Abgeordnete.

## Politische Positionen
Amineh Kakabaveh setzt sich besonders für Frauenrechte ein und thematisiert in diesem Zusammenhang die Unterdrückung von Frauen in patriarchalisch geprägten muslimischen Einwandererfamilien; Kritiker meinen, dass sie damit Ausländerfeindlichkeit fördere.
Die Pattsituation im Reichstag gab Kakabavehs Abstimmungsverhalten große Bedeutung. Im November 2021 unterstützte und ermöglichte Kakabaveh die Wahl Magdalena Anderssons zur Ministerpräsidentin. Die schwedischen Sozialdemokraten signalisierten daraufhin ihre Bereitschaft, mit „autonomen kurdischen Stellen“ in Nordsyrien zu kooperieren. Am 7. Juni 2022 scheiterte ein Misstrauensantrag der Opposition gegen Justiz- und Innenminister Morgan Johansson denkbar knapp mit 174 von 175 benötigten Stimmen, weil Kakabaveh sich enthielt.
Kakabaveh kritisierte am 29. Juni 2022 die mit der Türkei ausgehandelte Einigung über einen NATO-Beitritt Schwedens und Finnlands und drohte mit einem Misstrauensvotum gegen Außenministerin Ann Linde.